# 한국맥널티
한국맥널티(Mcnulty Korea Co. Ltd.)는 대한민국의 커피 가공업과 완제의약품 제조기업이다. 본사는 충청남도 천안시 서북구 성환읍 연암율금로 42에 위치해 있으며 대표이사는 이은정이다. 매출비중은 커피매출의 74%를 차지하고 전문의약품 위탁생산 20%, 건강기능식품 6% 비중을 차지하고 있다 최대주주 이은정씨 지분 29.01%과 2대주주 고한준씨 지분 24.48% 등 총 53.49%을 매수할 투자자를 찾고 있다

## 역사
1995년 대보물산으로 설립되었고 1997년 한국맥널티로 사명을 변경하였다.

## 상장
2015년 12월 23일에 공모가 8,000원에 상장하였다.

## 참고문헌
1. ↑  한국IR협의회 종목분석보고서-한국맥널티, 2020.08.20
2. ↑  이은정 한국맥널티 대표이사, 비지니스포스트, 2023-05-25
3. ↑  한국맥널티, 해외·온라인 커피 매출 좋다-상상인, 2023-07-24
4. ↑  한국맥널티, 최대주주 지분 매각 검토 소식에 '급등', 2022.08.30